# 長老宗
長老宗（英語：Presbyterianism），其教会称长老教会（英語：Presbyterian church，簡稱長老會），是基督新教里的一個宗派，源自十六世紀的苏格兰改革。 长老教会是归正宗里的分支，其持守加尔文主义，尤其是苏格兰教会基本完全延续着加尔文主义。
20世纪以來，长老会对普世教会合一运动有相当的参与。

## 制度
教會採長老制，設牧師（Pastor）、傳道（Minister）、執事（Deacon）和平信徒（Laity）選出的長老，共同處理教會事務。是一個以代議民主形式管理地區教會的制度。

## 词源
這個教派的名字是源自希腊语詞（Presbyteros），就是“长老”之意。

## 起源
長老會的協會起源可以追蹤到蘇格蘭宗教改革，長老教會於1560年由約翰·喀爾文的學生约翰·諾克斯在蘇格蘭進行宗教改革時正式建立。愛丁堡的聖吉爾斯大教堂有時被認為是全世界長老會的母會。

## 分布
長老教會主要分布於臺灣、日本、韓國、英國、愛爾蘭、美國、加拿大、澳洲、紐西蘭、荷蘭、法國、瑞士、巴西、新加坡、越南、馬來西亞、印尼、印度等地。

## 歷史背景
蘇格蘭人約翰·諾克斯（1505年—1572年）在日內瓦學習了加爾文主義，1560年返回到蘇格蘭后帶領蘇格蘭教會接受改革。

## 教義
有一些長老派的傳統採取了1647年創作的《威斯敏斯特信仰告白》當他們唯一的信條，作為本會牧師受訓練的教條標準。

## 延伸閱讀
- Davies, A. Mervyn. . 1965.
- Lingle, Walter L.; Kuykendall, John W.  4th rev. Atlanta: Westminster John Knox Press. 1978.
- Smylie, James H. . Louisville, KY: Geneva Press. 1996.

## 外部連結
- Presbyterian Heritage and History Center （页面存档备份，存于）
- Presbyterian & Reformed Publishing （页面存档备份，存于）